# Виговці
Виговці  — термін вживаний щодо прихильників національно-визвольного руху українців у складі Московського царства. Походить від оцінки діяльності Гетьмана України Івана Виговського що характеризувалася максимальною орієнтацією на незалежність України від загарбників, особливо Московського царства. На противагу прихильникам інтеграції з "братерською" Росією (Московією). Пізніше після переходу гетьмана Івана Мазепи на бік шведів в 1708 році даний термін майже повністю був витіснений аналогічним по суті терміном "мазепинці". Є початком серії подібних за суттю термінів, що активно застосовувалися у відповідні історичні періоди, таких як «мазепинці», «петлюрівці», «бандерівці».  